# Dan Petrescu
Daniel Vasile Petrescu (n. 22 decembrie 1967, București, România) este un fotbalist român retras din activitate, care a jucat pe post de fundaș lateral la echipe ca Steaua București, Chelsea și Foggia. Pe plan internațional, are prezențe la națională pentru România. După încheierea carierei, a devenit antrenor, și antrenează în prezent pe CFR Cluj.
În cariera de jucător, Petrescu a evoluat pe postul de fundaș dreapta, debutând la Steaua București, cu care a jucat și o finală a Cupei Campionilor Europeni. S-a consacrat pe plan internațional la Chelsea Londra, la care a jucat timp de cinci sezoane. După retragerea din activitate, a devenit antrenor, prima echipă pregătită de Petrescu fiind Sportul Studențesc. Cu CFR Cluj și Unirea Urziceni a câștigat titlul de campion al României.

## Cariera de fotbalist
Dan Petrescu și-a făcut junioratul la Steaua București, fiind promovat în prima echipă la o lună după ce Steaua a câștigat Cupa Campionilor Europeni. A fost împrumutat un sezon la FC Olt, dar în 1987 a revenit la Steaua alături de care a jucat în semifinalele Cupei Campionilor în 1988, și apoi a disputat finala competiției din 1989, pierdută în fața lui AC Milan. În același an a debutat și la naționala României. A ratat participarea la Mondialul din 1990 din cauza unei accidentări.
În 1991 s-a transferat în Italia, la U.S. Foggia, echipă care tocmai promovase în Serie A. După trei sezoane petrecute în peninsulă, în 1994 a ajuns în Anglia, la Sheffield Wednesday, datorită evoluției sale la Mondialul din 1994.

### Chelsea Londra
În 1995, a făcut pasul spre Chelsea Londra, unde a evoluat timp de cinci sezoane, devenind rapid un jucător de bază al londonezilor. Alături de Chelsea, a câștigat Cupa Angliei în 1997, Cupa Ligii Angliei și Cupa Cupelor în 1998. În 2000 a căzut în dizgrația antrenorului Gianluca Vialli și a părăsit echipa, evoluând câte un sezon la Bradford City și Southampton.

### Revenirea în România
Petrescu a decis să-și încheie cariera de fotbalist în țara sa natală, semnând în 2002 un contract pentru un sezon cu FC Național. Ultimul meci din cariera sa a fost finala Cupei României din 2003, pierdută de Național în fața lui Dinamo București.

## Echipa națională
Dan Petrescu a jucat 95 de meciuri la naționala României, marcând 12 goluri. Debutul său a avut loc în martie 1989, într-un amical împotriva reprezentativei Italiei. A evoluat alături de naționala României la trei turnee finale: Mondialul din 1994, EURO 1996 și Mondialul din 1998. A marcat două goluri la turneele finale: golul victoriei în 1994 împotriva reprezentativei Statelor Unite și în 1998 împotriva naționalei Angliei.

### Goluri internaționale
| #  | Data               | Stadion                                | Adversar                   | Scor | Rezultat | Competiția                                             |
| -- | ------------------ | -------------------------------------- | -------------------------- | ---- | -------- | ------------------------------------------------------ |
| 1  | 5 decembrie 1990   | Stadionul Național, București, România | San Marino                 | 6–0  | 6–0      | Preliminariile Campionatului European de Fotbal 1992   |
| 2  | 8 aprilie 1992     | Stadionul Ghencea, București, România  | Letonia                    | 2–0  | 2–0      | Meci amical                                            |
| 3  | 25 mai 1994        | Stadionul Ghencea, București, România  | Nigeria                    | 2–0  | 2–0      | Meci amical                                            |
| 4  | 26 iunie 1994      | Rose Bowl, Pasadena, Statele Unite     | Statele Unite ale Americii | 1–0  | 1–0      | Campionatul Mondial de Fotbal 1994                     |
| 5  | 6 septembrie 1994  | Stadionul Ghencea, București, România  | Azerbaidjan                | 2–0  | 3–0      | Preliminariile Campionatului European de Fotbal 1996   |
| 6  | 1 iunie 1996       | Stadionul Ghencea, București, România  | Republica Moldova          | 1–0  | 3–1      | Meci amical                                            |
| 7  | 31 august 1996     | Stadionul Ghencea, București, România  | Lituania                   | 2–0  | 3–0      | Calificările pentru Campionatul Mondial de Fotbal 1998 |
| 8  | 9 octombrie 1996   | Laugardalsvöllur, Reykjavík, Islanda   | Islanda                    | 4–0  | 4–0      | Calificările pentru Campionatul Mondial de Fotbal 1998 |
| 9  | 29 martie 1997     | Stadionul Ghencea, București, România  | Liechtenstein              | 5–0  | 8–0      | Calificările pentru Campionatul Mondial de Fotbal 1998 |
| 10 | 10 septembrie 1997 | Stadionul Ghencea, București, România  | Islanda                    | 2–0  | 4–0      | Calificările pentru Campionatul Mondial de Fotbal 1998 |
| 11 | 6 iunie 1998       | Stadionul Ilie Oană, Ploiești, România | Republica Moldova          | 2–0  | 5–1      | Meci amical                                            |
| 12 | 22 iunie 1998      | Stadium Municipal, Toulouse, Franța    | Anglia                     | 2–1  | 2–1      | Campionatul Mondial de Fotbal 1998                     |

## Cariera de antrenor
După retragerea din cariera de fotbalist, Dan Petrescu a devenit antrenor, prima echipă pregătită fiind Sportul Studențesc pe care în sezonul 2003-2004 a promovat-o în Divizia A. În decembrie 2003, a preluat pe Rapid București, fiind adus de Giovanni Becali, cel care fusese instalat în funcția de președinte al giuleștenilor. A rezistat doar patru luni, în aprilie 2004, după șase meciuri conduse de pe bancă, înaintându-și demisia. A revenit la Sportul Studențesc, pe care a condus-o până în iarna anului 2005.
La începutul anului 2006, a plecat în străinătate, semnând cu echipa poloneză Wisła Cracovia. A ratat obiectivul cerut de conducere, câștigarea titlului de campioană, iar după înfrângerea din Cupa UEFA în fața echipei elene Iraklis Salonic, în ediția 2006-2007, a fost demis.

### Unirea Urziceni

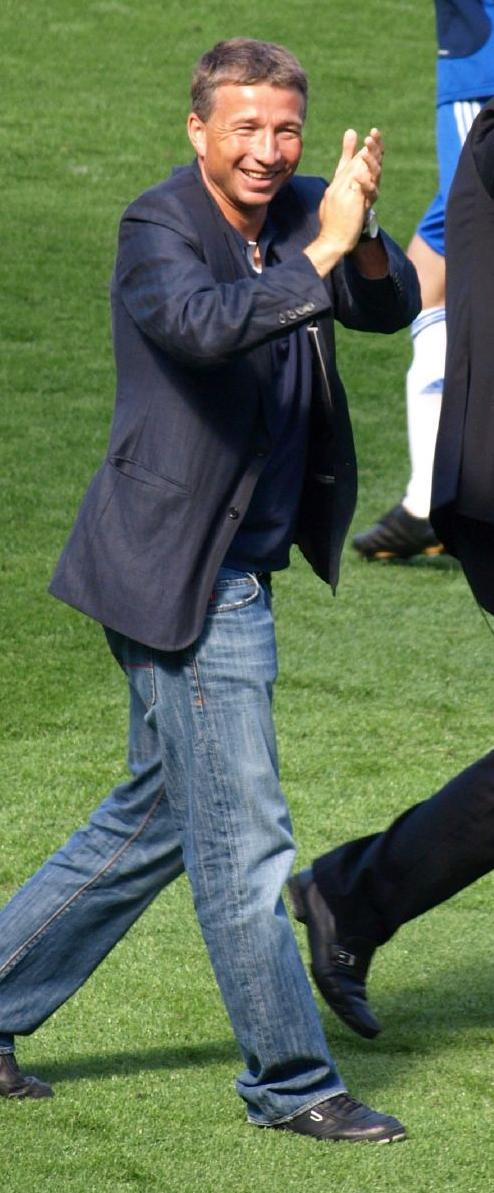
Petrescu în 2008

A revenit în țară și în septembrie 2006, Dan Petrescu a preluat conducerea nou-promovatei în Liga I, Unirea Urziceni. În primul sezon, echipa ialomițeană s-a clasat pe locul 10. În stagiunea 2007-2008, Dan Petrescu a reușit prima performanță pe banca ialomițenilor, ducând echipa în finala Cupei României, pierdută însă în fața lui CFR Cluj. Și în campionat progresul a fost remarcabil, echipa clasându-se la final pe locul 5.
Sezonul 2008-2009 a început cu o prezență în Cupa UEFA, Unirea înfruntând în primul tur pe Hamburger SV. După un egal (0-0) în Germania, românii au cedat returul pe teren propriu (0-2), fiind eliminați. În campionat, Unirea a încheiat turul pe poziția secundă, la egalitate de puncte cu liderul Dinamo București. În retur, Unirea a mai pierdut un singur meci dintre cele 17 disputate, și după victorii cu Dinamo și FC Timișoara în ultimele etape, a devenit campioana României, postură care i-a permis să evolueze în stagiunea următoare direct în grupele Ligii Campionilor.
În sezonul 2009-2010, Dan Petrescu a condus echipa la o adevărată performanță în Liga Campionilor UEFA. Obținând cu Unirea o victorie șoc cu 4–1 pe Ibrox în fața lui Rangers, apoi a câștigat-o și pe Sevilla acasă cu 1–0. Per total, câștigând opt puncte în cele șase meciuri, și încheind pe locul trei într-o grupă cu FC Sevilla, Glasgow Rangers și VfB Stuttgart, poziție care i-a permis să joace în primăvara europeană (o dublă manșă cu Liverpool FC) în a doua competiție continentală, UEFA Europa League. Și în campionat echipa a rămas la nivel înalt, încheind turul pe locul 2, la egalitate cu prima clasată. În decembrie 2009 a demisionat de la conducerea Unirii Urziceni.

### Kuban Krasnodar

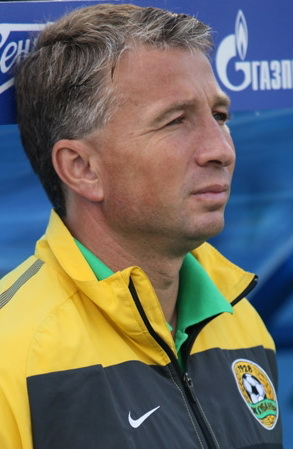
Petrescu cu Kuban Krasnodar în 2011

Pe 28 decembrie 2009 clubul Kuban Krasnodar din Prima Divizie Rusă a semnat un contract pe 5 ani cu Dan Petrescu.
Petrescu a condus echipa spre obținerea promovării în Prima Ligă Rusă, câștigând Prima Divizie Rusă 2010 cu un total de 80 de puncte, la 9 puncte distanță de locul 2. Echipa condusă de el a primit doar 20 de goluri în 38 de meciuri.
Pe 14 august 2012 s-a anunțat că Petrescu a decis să părăsească echipa, invocând necesitatea unei noi provocări. La momentul demisionării, Petrescu era considerat unul din cei mai buni tineri antrenor din fotbalul rusesc.

### Dinamo Moscova

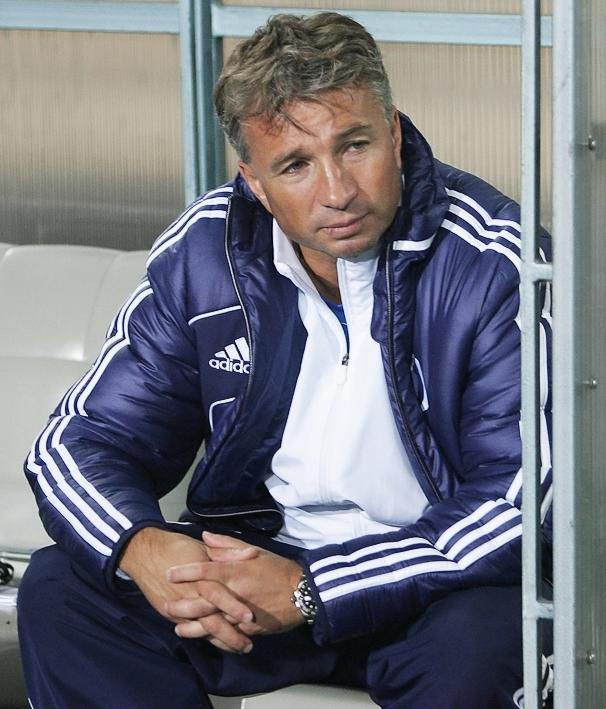
Petrescu ca antrenor al Dynamo Moscow în 2012

În august 2012 Dan Petrescu a semnat un contract pe 3 cu Dinamo Moscova, cu un salariu de 2,5 milioane € pe an. Pe 8 aprilie 2014, contractul a fost reziliat prin comun acord, după o înfrângere usturătoare cu 0-4 în fața ultimei clasate Anji Mahacikala. După cum a afirmat directorul sportiv al lui Dinamo Moscova, Guram Adjoev, "în ultimul an Dan a scos echipa dintr-o situație complicată, a ridicat-o la un anumit nivel, dar în ultima perioadă nu se observă un progres".

### Al-Arabi
În iunie 2014, Petrescu a ajuns la un acord cu echipa qatariotă Al-Arabi. Doar șase luni mai târziu, pe 1 decembrie 2014, contractul său a fost încheiat de comun acord.

### Târgu Mureș
Pe 10 iunie 2015, Petrescu a devenit antrenorul echipei ASA Târgu Mureș. A condus un singur meci pe banca târg-mureșenilor, în Supercupa României, contra campioanei FC Steaua București. ASA Târgu Mureș a câștigat cu 1–0. A doua zi după meci, Petrescu a demisionat, acuzând starea financiară proastă a clubului mureșan.

### Jiangsu Suning
La doar o zi după demisia de la ASA Târgu Mureș, Petrescu a fost angajat de echipa chineză Jiangsu Suning. Debutul la noua echipă a fost unul nefast, echipa sa fiind învinsă de formația antrenată de Fabio Cannavaro. Totuși, în primul sezon la conducerea lui Jiangsu Suning, Petrescu a condus echipa spre triumf în Cupa Chinei. La data de 3 iunie 2016, Suning a anunțat că Petrescu nu mai ocupă funcția de antrenor.

### Kuban Krasnodar și Al-Nasr
În 14 iunie 2016, Petrescu a semnat un contract pentru două sezoane cu echipa rusă Kuban Krasnodar, după ce clubul a retrogradat în eșalonul secund din Rusia. După mai puțin de patru luni, la începutul lunii octombrie 2016, Petrescu a părăsit pe Kuban, anunțând că nu a fost deloc plătit de club în această perioadă. În primele 15 meciuri ale sezonului, Kuban obținuse doar trei victorii și se afla pe locul 14, deși obiectivul era promovarea.
Pe 29 octombrie 2016, Petrescu a fost numit antrenor al echipei Al-Nasr din Emiratele Arabe Unite. Sub conducerea lui Petrescu, Al-Nasr a ajuns în finala Cupei Președintelui EAU, însă a fost învinsă de Al-Wahda. A fost ultimul meci al lui Petrescu pe banca echipei arabe, în locul său Al-Nasr aducându-l pe Cesare Prandelli.

### CFR Cluj

Petrescu în 2021.

Din iunie 2017, Dan Petrescu a devenit antrenorul echipei CFR Cluj. În primul sezon pe banca tehnică a clujenilor, Petrescu a câștigat titlul de campion în Liga I.
După finalul sezonului, în iunie 2018, Petrescu a devenit antrenorul echipei chineze Guizhou Hengfeng.
Însă în martie 2019, Petrescu s-a întors la CFR Cluj, echipă care avusese o serie de rezultate mai slabe și părea ieșită din cursa pentru titlu. Cu Petrescu la timonă, CFR și-a revenit și a câștigat al doilea titlu consecutiv de campioană a României. În sezonul următor, CFR Cluj a avut o campanie impresionantă în cupele europene, fiind aproape de grupele Ligii Campionilor. A eliminat pe parcurs pe Celtic FC din Scoția, dar a fost eliminată în ultimul tur preliminar al competiției, de Slavia Praga. Totuși, CFR a intrat în grupele Ligii Europa, unde a înfruntat pe SS Lazio, Stade Rennais și din nou pe Celtic. Deși părea o grupă imposibilă, CFR a câștigat ambele meciuri cu Rennes și a învins pe Lazio și Celtic, încheind pe locul doi în grupă și ajungând în 16-imile de finală ale competiției. Aici, echipa lui Petrescu a fost eliminată de Sevilla F.C. după două remize: 1-1 la Cluj-Napoca și 0-0 la Sevilla.
Pe plan intern, CFR Cluj a dominat sezonul regulat din Liga I. Însă în playoff, desfășurat pe perioada pandemiei de covid-19, CFR a fost ajunsă din urmă de CS Universitatea Craiova cu care a luptat pentru titlu până în ultima etapă. Titlul a fost decis chiar în meciul direct, jucat la Craiova și câștigat de CFR Cluj cu 3-1.
În sezonul 2020-21, în preliminariile Ligii Campionilor, CFR a eliminat în primul tur pe Floriana FC din Malta, scor 2-0, apoi a fost eliminată de Dinamo Zagreb în runda secundă. Clujenii au continuat în Liga Europa unde au trecut de Djurgårdens IF din Suedia și de KuPS din Finlanda, ajungând pentru al doilea sezon consecutiv în grupele competiției. Aici, CFR a învins în deplasare pe ȚSKA Sofia și a remizat acasă cu Young Boys Berna, însă a pierdut cu 5-0 și 2-0 duelurile cu AS Roma. În campionat, după un start bun de sezon, au venit înfrângeri pe teren propriu cu CS Gaz Metan Mediaș și FC UTA Arad, precum și cu CSM Politehnica Iași în Cupa României. Astfel, după patru eșecuri la rând acasă, Petrescu s-a despărțit de CFR Cluj, la data de 30 noiembrie 2020.
La 31 august 2021, Petrescu a preluat din nou pe CFR Cluj cu care a semnat un contract pentru trei sezoane. Pe 15 mai 2022, Petrescu a câștigat al patrulea său titlu de campion al României ca antrenor și al cincilea titlu consecutiv al CFR-ului după o victorie cu 2-1 în fața Universității Craiova.
Sezonul 2022-23 a început însă modest pentru CFR Cluj care a fost învinsă de Sepsi Sfântu Gheorghe în Supercupa României și eliminată din Liga Campionilor încă din primul tur preliminar, de Piunik Erevan din Armenia. CFR a mers în Conference League unde a intrat în grupe și ulterior a obținut calificarea în 16-imi, fiind eliminată în această fază de Lazio Roma. În campionat, clujenii au ajuns în play-off și au luptat pentru al șaselea titlu consecutiv, însă după remize cu FCSB și Universitatea Craiova acasă precum și înfrângeri la Farul și Rapid, CFR a ratat orice șansă de a-și apăra trofeul, în cele din urmă încheind sezonul pe locul 3. În Cupa României, CFR a fost învinsă în semifinale de Sepsi. La finalul sezonului, Petrescu și-a reziliat contractul cu echipa ardeleană.

### Jeonbuk Hyundai Motors
La doar o zi după despărțirea de CFR Cluj, Petrescu a fost numit în funcția de antrenor al echipei sud-coreene Jeonbuk Hyundai Motors. A ajuns cu echipa coreeană în finala Cupei Coreei de Sud, în 2023, pierdută în fața formației Pohang Steelers. În startul sezonului 2024, după cinci meciuri fără victorie, Petrescu a demisionat, la începutul lunii aprilie.

### Al patrulea mandat la CFR
La 30 aprilie 2024, Petrescu a revenit la CFR Cluj, pentru al patrulea mandat la formația ardeleană.

## Premii și decorații
Dan Petrescu a fost desemnat antrenorul anului la ”Gala Fotbalului Românesc” în 2008 și 2010. De asemenea, a fost desemnat antrenorul anului în anii 2008, 2009, 2011, 2019 și 2022 de către cotidianul Gazeta Sporturilor, și antrenorul anului 2009 în viziunea cotidianelor Pro Sport și Fanatik.
În martie 2008 a fost decorat cu Ordinul „Meritul Sportiv” clasa a III-a, pentru rezultatele obținute la turneele finale din perioada 1990-2000 și pentru întreaga activitate.
În decembrie 2020, a primit titlul de cetățean de onoare al orașului Cluj-Napoca.

## Porecla
Dan Petrescu este frecvent numit ”Bursucul” în presa românească. În timpul când evolua la Chelsea, el era supranumit de către suporteri ”Super Dan”. De asemenea, când evolua la echipa londoneză mai era numit The Ledge (prescurtat de la ”The Legend” — «Legenda»). Pe lângă astea, Dan Petrescu mai este uneori supranumit «Garrincha al Româneii», dar și «Agentul Mulder» sau «Mulder de/din România»., datorită asemănării fizice cu persoanjul Fox Mulder din filmul ”The X-Files”, jucat de David Duchovny. În primul sezon în care a activat la Kuban, Petrescu era numit de către jucători și personalul echipei — «Mister».

## Viața personală
Din 2008 Dan Petrescu este căsătorit cu Adriana (acesta fiind al doilea mariaj după ce în 2003 a divoraț de prima soție), și are trei fiice: 2 fete din prima căsătorie - Rebecca și Chelsea, și una - Jennifer Anne Marie - din a doua căsătorie. Chelsea a fost botezată în cinstea clubului Chelsea, perioada de timp la care a petrecut-o considerându-se cei mai buni ani din cariera de jucător a lui Dan.

## Statistici carieră

### Jucător
|               |                     |                | Ligă    | Ligă   | Cupă          | Cupă          | Cupa Ligii | Cupa Ligii | Continental | Continental | Total   | Total  |
| Sezon         | Club                | Ligă           | Meciuri | Goluri | Meciuri       | Goluri        | Meciuri    | Goluri     | Meciuri     | Goluri      | Meciuri | Goluri |
| România       | România             | România        | Ligă    | Ligă   | Cupa României | Cupa României | Cupa Ligii | Cupa Ligii | Europa      | Europa      | Total   | Total  |
| ------------- | ------------------- | -------------- | ------- | ------ | ------------- | ------------- | ---------- | ---------- | ----------- | ----------- | ------- | ------ |
| 1985–86       | Steaua București    | Liga I         | 2       | 0      | 0             | 0             | -          | -          | 0           | 0           | 2       | 0      |
| 1986–87       | Olt Scornicești     | Liga I         | 24      | 0      | 1             | 0             | -          | -          | -           | -           | 25      | 0      |
| 1987–88       | Steaua București    | Liga I         | 11      | 0      | 1             | 0             | -          | -          | 1           | 0           | 13      | 0      |
| 1988–89       | Steaua București    | Liga I         | 28      | 4      | 2             | 0             | -          | -          | 8           | 1           | 38      | 5      |
| 1989–90       | Steaua București    | Liga I         | 23      | 9      | 3             | 1             | -          | -          | 4           | 1           | 30      | 11     |
| 1990–91       | Steaua București    | Liga I         | 31      | 13     | 3             | 2             | -          | -          | 3           | 2           | 37      | 17     |
| Italia        | Italia              | Italia         | Ligă    | Ligă   | Coppa Italia  | Coppa Italia  | Cupa Ligii | Cupa Ligii | Europe      | Europe      | Total   | Total  |
| 1991–92       | Foggia              | Serie A        | 25      | 4      | 2             | 0             | -          | -          | -           | -           | 27      | 4      |
| 1992–93       | Foggia              | Serie A        | 30      | 3      |               |               | -          | -          | -           | -           | 30      | 3      |
| 1993–94       | Genoa               | Serie A        | 24      | 1      |               |               | -          | -          | -           | -           | 24      | 1      |
| Anglia        | Anglia              | Anglia         | Ligă    | Ligă   | FA Cup        | FA Cup        | League Cup | League Cup | Europa      | Europa      | Total   | Total  |
| 1994–95       | Sheffield Wednesday | Premier League | 29      | 3      | 2             | 0             | 2          | 0          | -           | -           | 33      | 3      |
| 1995–96       | Sheffield Wednesday | Premier League | 8       | 0      | 0             | 0             | 0          | 0          | -           | -           | 8       | 0      |
| 1995–96       | Chelsea             | Premier League | 24      | 2      | 7             | 1             | 0          | 0          | -           | -           | 31      | 3      |
| 1996–97       | Chelsea             | Premier League | 34      | 3      | 6             | 0             | 2          | 1          | -           | -           | 42      | 4      |
| 1997–98       | Chelsea             | Premier League | 31      | 5      | 1             | 0             | 3          | 1          | 7           | 2           | 42      | 8      |
| 1998–99       | Chelsea             | Premier League | 32      | 4      | 4             | 0             | 3          | 0          | 6           | 0           | 45      | 4      |
| 1999–00       | Chelsea             | Premier League | 29      | 4      | 3             | 0             | 0          | 0          | 15          | 1           | 47      | 5      |
| 2000–01       | Bradford City       | Premier League | 17      | 1      | 1             | 0             | 2          | 0          | -           | -           | 20      | 1      |
| 2000–01       | Southampton         | Premier League | 9       | 2      | 0             | 0             | 0          | 0          | -           | -           | 9       | 2      |
| 2001–02       | Southampton         | Premier League | 2       | 0      | 0             | 0             | 0          | 0          | -           | -           | 2       | 0      |
| România       | România             | România        | Ligă    | Ligă   | Cupa României | Cupa României | Cupa Ligii | Cupa Ligii | Europa      | Europa      | Total   | Total  |
| 2002–03       | Național București  | Liga I         | 20      | 0      | 5             | 0             | -          | -          | 6           | 0           | 31      | 0      |
| Total         | România             | România        | 139     | 26     | 15            | 3             | -          | -          | 22          | 4           | 176     | 33     |
| Total         | Italia              | Italia         | 79      | 8      | 2             | 0             | -          | -          | -           | -           | 81      | 8      |
| Total         | Anglia              | Anglia         | 215     | 24     | 24            | 1             | 12         | 2          | 28          | 3           | 279     | 30     |
| Total carieră | Total carieră       | Total carieră  | 433     | 58     | 41            | 4             | 12         | 2          | 50          | 7           | 536     | 71     |

### Antrenorat
| Echipa             | Țara    | Început    | Sfârșit    | Rezultate | Rezultate | Rezultate | Rezultate | Rezultate | Rezultate | Rezultate |
| Echipa             | Țara    | Început    | Sfârșit    | M         | V         | E         | Î         | GM        | GP        | Win %     |
| ------------------ | ------- | ---------- | ---------- | --------- | --------- | --------- | --------- | --------- | --------- | --------- |
| Sportul Studențesc | România | 01.07.2003 | 03.12.2003 | 30        | 23        | 5         | 2         | 92        | 15        | 76,67     |
| Rapid București    | România | 07.12.2003 | 14.04.2004 | 9         | 5         | 2         | 2         | 18        | 7         | 55,56     |
| Sportul Studențesc | România | 17.06.2004 | 05.12.2005 | 30        | 13        | 9         | 8         | 40        | 25        | 43,33     |
| Wisła Kraków       | Polonia | 07.12.2005 | 18.09.2006 | 20        | 13        | 5         | 2         | 32        | 12        | 65        |
| Unirea Urziceni    | România | 25.09.2006 | 26.12.2009 | 110       | 56        | 32        | 22        | 140       | 77        | 50,91     |
| Kuban Krasnodar    | Rusia   | 28.12.2009 | 14.08.2012 | 86        | 41        | 24        | 21        | 106       | 70        | 47,67     |
| Dinamo Moscova     | Rusia   | 18.08.2012 | 08.04.2014 | 55        | 28        | 14        | 13        | 83        | 59        | 50,91     |
| ASA Târgu Mureș    | România | 10.06.2015 |            | 0         | 0         | 0         | 0         | 0         | 0         | —         |
| Total              | Total   | Total      | Total      | 340       | 179       | 91        | 70        | 511       | 265       | 52,65     |

## Palmares

### Jucător
Steaua București
- Liga I: 1985–86, 1987–88, 1988–89
- Cupa României: 1987, 1988, 1989
- Cupa Campionilor Europeni  : 1985-86

Finalist: 1988–89
- Trofeul Bruges Matins: 1987

Chelsea FC
- FA Cup: 1997
- FA Community Shield

Finalist: 1997
- League Cup: 1998
- Cupa Cupelor UEFA: 1997–98
- Supercupa Europei: 1998

FC Național
- Cupa României

Finalist: 2003
Individual
- Overseas Team of the Decade – Premier League 10 Seasons Awards (1992/3 – 2001/2)

### Antrenor
Wisła Cracovia
- Ekstraklasa

Vice-campion: 2005–06
Unirea Urziceni
- Liga I: 2008–09
- Cupa României

Finalist: 2008
Kuban Krasnodar
- Liga a II-a a Rusiei: 2010

ASA Târgu Mureș
- Supercupa României: 2015

Jiangsu Suning
- Cupa Chinei: 2015

CFR Cluj
- Liga I: 2017–18, 2018–19, 2019–20, 2021–22
- Supercupa României: 2018, 2020